# バナナ型神話
バナナ型神話（バナナがたしんわ）とは、東南アジアやニューギニアを中心に各地に見られる、死や短命にまつわる起源神話である。重要なアイテムとして、共通してバナナが登場することから、スコットランドの社会人類学者ジェームズ・フレイザー（Sir James George Frazer, 1854年 - 1941年）が命名した。
「バナナ型神話」とは、だいたい以下のような説話である。
神が人間に対して石とバナナを示し、どちらかを一つを選ぶように命ずる。人間は食べられない石よりも、食べることのできるバナナを選ぶ。硬く変質しない石は不老不死の象徴であり、ここで石を選んでいれば人間は不死（または長命）になることができたが、バナナを選んでしまったために、バナナが子ができると親が枯れて（死んで）しまうように、またはバナナのように脆く腐りやすい体になって、人間は死ぬように（または短命に）なったのである。

## スラウェシ島（セレベス）のアルフール族（トラジャ族）の神話
初め天と地の間は近く、人間は、創造神が縄に結んで天空から垂し下してくれる贈物によって命を繋いでいた。
ある日、創造神は石を下した。
我々の最初の父母は神に叫んだ。
「この石をどうしたらよいのか。何か他のものを下さい」
神は石を引き上げてバナナを代りに下して来た。
我々の最初の父母は走りよってバナナを食べた。
すると、天から声があった。
「お前たちはバナナを選んだから、お前たちの生命はバナナの生命のようになるだろう。バナナの木が子供をもつときには、親の木は死んでしまう。そのようにお前たちは死に、お前たちの子供たちがその地位を占めるだろう。もしもお前たちが石を選んだならば、お前たちの生命は石の生命のように不変不死であったろうに」

スラウェシ島の植民地時代の名称はセレベス。アルフル族は『「イスラム教徒ではない人」＝「森の人」』と言う意味の総称。個別の族名では「トラジャ族」が同様の神話を伝えている。

## 日本神話
日本神話にも、天孫降臨の段において類似した説話が見られる。
降臨した天孫ニニギに対し、国津神であるオオヤマツミが娘のイワナガヒメ（姉）とコノハナノサクヤビメ（妹）の姉妹を嫁がせる。しかしニニギは醜いイワナガヒメを帰してしまい、美しいコノハナノサクヤビメとのみ結婚してしまう。コノハナノサクヤビメは天孫の繁栄の象徴として、イワナガヒメは天孫の長寿の象徴として嫁いだものであったが、イワナガヒメが送り帰されたために天孫（天皇）は短命になったのであるという。この説話にはバナナが登場しないが、岩すなわち石を名前に含むイワナガヒメが選ばれていないこと、それによって短命になったということから、バナナ型神話の変形と考えられている。コノハナノサクヤビメはすなわちすぐに散ってしまう花であり、食べればなくなってしまうバナナに対応しているとも考えられる。
なお、この説話は旧約聖書の創世記29章における、ヤコブの妻である、レア（姉・不美人・多産）とラケル（妹・美人・少産）の姉妹の説話とも類似している。

## カインとアベル 異説
6世紀の『アダムとイヴとサタンの対立』の説話。ルルワ（美人）がバナナで、アクレミア（不美人）が石に相当する。

カインとアベルの兄弟にはそれぞれ双子の妹がいた。
カイン（Cain）はアベル（Abel）の双子の妹アクレミア（Aklemia、Aclemia）と、アベルはカインの双子の妹ルルワ（Luluwa）と結婚することが決められていた。
アベルの配偶者として取り決めされていたカインの双子の妹ルルワは、アベルの双子の妹アクレミアよりも美しかった。
カインはこの取り決めに同意しなかったため、アダムは犠牲の供え物を捧げることによって神の祝福を得ることを提案した。
神が祝福した者がルルワと結婚することになった。
神はカインの犠牲の供え物を公然と拒否し、カインは嫉妬と怒りでアベルを殺害した。
神はアベルに代わる子としてセト（Seth）を授けた。
カインはルルワと結婚し、後にセトはアクレミアと結婚して、それらの子孫が人類の起源となった。
セトとアクレミアはアベルの代わりにその地に残り、カインとルルワはエデンの東、ノドの地へと、去った。

## 創世記
旧約聖書の創世記に出てくる生命の樹と知恵の樹（善悪の知識の樹）の説話も、このバナナ型神話の変形であると考えられる。
エデンの園の中央には神によって2本の樹、すなわち、その実を食すと永遠の命を得ることができる生命の樹と、知恵（善悪の知識）を得ることができる知恵の樹が植えられていた。この内、知恵の樹の実の方は神によって食べることを禁じられていた（禁断の果実）。知恵の樹の実を除いて、エデンの園に生る全ての果実は食べても良いとされていた。
しかし生命の樹の実と知恵の樹の実、二者択一の内、蛇に唆されたとはいえ、人類は禁じられていた知恵の樹の実の方を選んで食べてしまったために、善悪の知識を得る代わりに永遠の命を得る機会を失い、神によってエデンの園を追放されてしまう。それ以降人類は必ず死ぬようになったのである。

神である主は東の方エデンに園を設け、そこに主の形造った人を置かれた。（創世記2章8節） 

神である主は、その土地から、見るからに好ましく食べるのに良い全ての樹を生えさせた。園の中央には、生命の樹、それから善悪の知識の樹を生えさせた。（創世記2章9節） 

神である主は人に命じて仰せられた。

「あなたは、園のどの樹からでも思いのまま食べてよい。しかし、善悪の知識の樹からは取って食べてはならない。それを取って食べる時、あなたは必ず死ぬ。」（創世記2章16－17節）

そこで、蛇は女に言った。

「あなたがたは決して死にません。あなたがたがそれを食べるその時、あなたがたの目が開け、あなたがたが神のようになり、善悪を知るようになることを神は知っているのです。」（創世記3章4－5節）

なぜここで知恵の樹の実を食べると必然的に死ぬようになるのかというと、「知恵の樹の実を食べると必ず死ぬ」と定義づけられているということもあるが、生命の樹と知恵の樹は互いに相反する性質を持つ双対であり、一方の選択肢（バナナ・知恵の樹・必然の死）を選ぶと、もう一方の選択肢（石・生命の樹・永遠の命）を失うというバナナ型神話の構造に由来するのである。
「知恵の樹の実を選ぶということは、永遠の命の象徴である生命の樹の実を選ばないということ」で、言い換えると、「永遠の命を選ばないということは、その対極である必然の死を選ぶこと」なのである。
バナナ型神話においては選択肢は両立しないのである。そしてこの選択は不可逆であり、選び直すことはできない。よって人類は二度と生命の樹の実を得ることができずに、必ず死すべき存在となったのである。

神である主は仰せられた。「見よ。人は我々の一人のようになり、善悪を知るようになった。今、彼が、手を伸ばし、生命の樹からも取って食べ、永遠に生きないように。」（創世記3章22節）

こうして、神は人を追放して、生命の樹への道を守るために、エデンの園の東に、ケルビムと輪を描いて回る炎の剣を置かれた。（創世記3章24節）  

この説話は神学的に解釈され意味づけされることによって改変され、神に対する不服従、原罪、罪に対する罰、などの観点が強調され、また生命の樹が物語の背後に隠れてしまったために、趣旨が変わってしまったが、原型は人類の死の起源を説明したバナナ型神話の一種なのである。
一般的なバナナ型神話と異なる点は、間違った選択肢を選ぶと必ず死ぬことが予め明示されその選択を禁じられていることである。しかしそれでも人類は間違った選択をしてしまうのである。これは多くの神話や民話によくみられる、「タブーを破ると悲劇が訪れる」という神話類型でもあると考えられる。
またバナナ型神話の類型からすれば、もしも人類が知恵の樹の実を選ばず、生命の樹の実を選んだ場合、人類は無知なままではあるが、それゆえに無垢なまま神に従順で、永遠の命を得て、エデンの園で幸せに暮らし続けた可能性を、死の起源と同時に示唆している。
エデンの園を追放された後の人類は、しばらくはそれでもかなりの長命で、メトシェラのように一代が1000年近く生きることもあったが、ノアの大洪水の頃に120年と短命になることが神によって定められた。

そこで、主は、「わたしの霊は、永久には人のうちにとどまらないであろう。それは人が肉にすぎないからだ。それで人の齢は、百二十年にしよう」と仰せられた。（創世記6章3節）

## ギリシア神話
ギリシア神話にも類似した説話が見られる。
神々の王ゼウスが傲慢になった古い人間を大洪水で滅ぼし、神々と新しい人間を区別しようと考えた際、プロメーテウスはその役割を自分に任せて欲しいと懇願し了承を得た。
彼は大きな牛を殺して二つに分け、一方は肉と内臓を胃袋に入れて食べられない皮に隠して、もう一方は骨の周りに脂身を巻きつけて美味しそうに見せた。そして彼はゼウスを呼ぶと、どちらかを神々の取り分として選ぶよう求めた。
プロメーテウスはゼウスが脂身を巻かれた骨を選び、人間の取り分が皮に隠された美味しくて栄養のある肉や内臓になるように画策していた。
だが、ゼウスはプロメーテウスの考えを見抜き、敢えて神々にふさわしい腐る事の無い骨を選んだ。この時から人間は肉や内臓のように死ねばすぐに腐って無くなってしまう運命になった。

この説話の場合、骨（不死や永遠の命の象徴、石）と肉（死や短命の象徴、バナナ）の二者択一を、人間ではなく神々が行う点が一般的なバナナ型神話の物語の構造からやや変則的である。
また人間が直接死や短命を選ぶのではなく、人間ではない何か（ここではゼウス）が二者択一の内の一方の不死や永遠の命を選び（もしくは得て）、残ったもう一方の死や短命を人間が押し付けられるというパターンは他の説話にも見られる。
プロメーテウスはティーターノマキアーにおいてオリュンポスの神々に敗れたティーターンの一柱であり、オリュンポスの神々に対し反抗的で人間寄りの立場であり、プロメーテウスは他のバナナ型神話における愚かな選択をする人間の代役といえる。
またプロメーテウスは文化英雄であり、神々に逆らい人間に（善悪の）「知識や物」を齎す存在であり、旧約聖書における蛇や堕天使の役割も担っているともいえる。

## インドネシアのバナナ型神話 その2
太古にバナナの木と石が、人間がどのようであるべきかについて激しい言い争いをした。
石は言った。
「人間は石と同じ外見を持ち、石のように硬くなければならない。人間はただ右半分だけを持ち、手も足も目も耳も1つだけでよい。そして不死であるべきだ」
するとバナナはこう言い返した。
「人間はバナナのように、手も足も目も耳も2つずつ持ち、バナナのように子を生まなければならない」
言い争いが高じて、怒った石がバナナの木に飛びかかって打ち砕いた。
しかし次の日には、そのバナナの木の子供たちが同じ場所に生えていて、その中の一番上の子供が、石と同じ論争をした。
このようなことが何度か繰り返されて、ある時新しいバナナの木の一番上の子供が、断崖の縁に生えて、石に向かって叫んだ。
「この争いは、どちらかが勝つまで終わらないぞ」
怒った石はバナナに飛びかかったが狙いを外して、深い谷底へ落ちてしまった。
バナナたちは大喜びで言った。
「そこからは飛び上がれないだろう。われわれの勝ちだ」
すると石は言った。
「いいだろう。人間はバナナのようになるといい。しかし、その代わりに、バナナのように死ななければならないぞ」

## マレー半島のメントラ族の神話
この世の始め人は不死だった。ただ月が欠けるときは人も痩せ、満ちるときは人も太った。そのうち人間の数が増えすぎたので最初の人間の息子が父に尋ねた。どうしたらよいかと。最初の人間すなわち息子の父はそのままにしておけと答えたが、最初の人間の弟は人間もバナナのように子孫を残して死なせろと言った。地下界の主が弟の言い分をとったので、人間はバナナのように死なねばならなくなった。

## ナイジェリアの神話「カメのおねがい」
この世のはじめには、誰も死ななかった。
カメにカメおくさん、男と女、石ころたち、この世にあるものはみんな、いつまでも生きていた。そういう風に決めたのは、この世の造り主であった。
ある日、カメとカメおくさんは、小さいカメがたくさん欲しいと考えて、造り主のところにお願いに行った。
造り主は言った。
「そうか、子供が欲しいのか。だが、よく考えなさい。子供を持つと、いつまでも生きていることはできない。いつかは死ななければならない。さもないと、カメが増えすぎてしまうからだ」
カメとカメおくさんは答えた。
「まず、子供を授けてください。そのあとでなら、死んでもかまいません」
造り主は言った。
「では、そのようにしよう」
それから間もなく、カメとカメおくさんに、たくさんの子ガメが授かった。
人間の夫婦も、同じようにして造り主のところへ行き、子供を授かった。
石は、子ガメや人間の子供たちがよちよち歩き回ったり、楽しそうにしているのを見た。
けれども石は、子供を欲しいとは思わなかった。だから、造り主のところに行かなかった。
このようなわけで、いまでは、男も女も、カメもカメおくさんも、死ぬ時が来る。造り主が、そう決めたから。
けれども、石は、子供を持たない。だから、死ぬことはない。いつまでも、生きている。

## ズールー族の神話
遥か遠い昔、まだ人間の運命が決められていなかった頃、天と地を支配する最高神ウンクルンクルが、カメレオンとトカゲを呼び、「神の言葉」を地上の人間に伝えるように命じた。 
カメレオンには、人間に「お前達は永遠に生きることが出来る」と伝えるように。 
トカゲには、人間に「お前達は必ず死が訪れる」と伝えるように。 
カメレオンとトカゲは、神の使いとして地上の人間に「神の言葉」を伝えるべく出発したが、途中でカメレオンは寄り道をしてしまった。 
カメレオンが人間の元に辿り着いたときには、すでにトカゲが「神の言葉」を人間に告げてしまっていた。 
それから人間はいつか必ず死が訪れる運命になった。
その代わりに、ウンクルンクルは人間に、結婚と子供の産み方を教え、そして、医者と火を与えた。
この説話において、トカゲとカメレオンの対比は、どちらも爬虫類であり、似たような姿でありながら、一方のトカゲは色が変化せず（不変＝石＝神）、もう一方のカメレオンは色が変化する（変化するもの、移ろい行くもの＝バナナ＝人間）ことの対比であると考えられる。
この説話のパターンはイソップ寓話の「ウサギとカメ」を想起させる。
物語の発生や伝播を考える場合には、物語のジャンルの枠を外して、四、五千年にわたる全世界の口承文芸の広がりの中で、考えなければならない。
「ウサギとカメ」にこの説話の内容を当てはめた場合、ウサギがカメレオン（人間に（本来は）不死をもたらす（はずの、可能性のある）存在、もしくは人間そのもの）で、カメがトカゲ（人間に死をもたらす存在＝（双対の原理により）神に不死をもたらす存在、もしくは神そのもの）に相当する。ウサギとカメが（不死をめぐって）競うということは、カメの勝利とウサギの敗北は、神が不死を獲得し、人間には死が与えられることを意味することになる。
これらは、厳密には、「バナナ型神話」ではなく、「二人の使者」と呼ばれるタイプの説話である。ただ、当の古代人にしてみれば、そうした分類などなく、これらは文化の伝播過程において、共通要素を持ちつつも、少しずつ変化し遷移してきた、一連の亜種・派生の群である。
とはいえ、明らかな違いとしては、「バナナ型神話」は、停止した場所で選択行為が行われるが、「二人の使者/「間違えた使者型説話」では、移動過程（とその結果）そのものが選択行為である。
プロメーテウスやカメレオンなど、本来は人間に利や不死をもたらすはずの存在が、（裏目に出て・失敗して）、結果的に人間に死をもたらすという、矛盾をはらんだ存在となっている。
さらに、この「二人の使者」型の説話は、単純化されて、（競争相手がいなくなって）使者が一人になり、「間違えた使者」型の説話となる。
「間違えた使者」型説話では、創世記のような「選択肢を提示はするが一方の選択を予め禁止する」という方法からさらに進んで、最初から人間側に不利益となる選択肢は明示されず、神は人間に不死を与えようとするだけであり、バナナ型神話のような二者択一という形はとってはいない。しかし、その結果は明らかであり、人間側は予定調和的に必ず失敗して、双対の原理により、「不死とは対極にある死」を与えられるのであるから、「石かバナナか」「不死か死か」の選択肢は、省略されているものの、「成功か失敗か」の形で、暗示されていると考えるべきであろう。

## アイヌの口承民話
昔、神様がカワウソを召し出し、下界に赴き、他の神に人間を作る際に石を材料とするように伝えるよう命じた。しかし、下界に赴いたカワウソはその伝言を忘れ、水辺で遊んでいた。こうして人間は、木を材料として生み出され、石のように不死ではなくなった。怒った神様は、カワウソの頭部を殴り、追放した。こうしてカワウソの頭部は、現在のように平坦な形状になった。

## 宮古島の伝承
太古の昔、宮古島にはじめて人間が住むようになった時のこと、月と太陽が人間に長命を与えようとして、節祭の新夜にアカリヤザガマという人間を使いにやり、変若水（シジミズ）と死水（シニミズ）を入れた桶を天秤に担いで下界に行かせた。「人間には変若水を、蛇には死水を与えよ」との心づもりである。しかし彼が途中で桶を下ろし、路端で小用を足したところ、蛇が現れて変若水を浴びてしまった。彼は仕方なく、命令とは逆に死水を人間に浴びせた。それ以来、蛇は脱皮して生まれかわる不死の体を得た一方、人間は短命のうちに死ななければならない運命を背負ったという。アカリヤザガマは、神の使命を果たせなかった罰として、桶を担いで月に立たされているという。
この伝承では、神に相当するものは「月と太陽」である。アカリヤザガマを「アカリヤ・ッザガマ（輝ける老人）」とする解釈がある。

## 台湾セデック族の神話
太古、一人の人が、突然豚の糞の中から飛びだし、言った。
「私を洗ってください。もしあなた方が私を洗えばあなた方の体は（注：日本の桜の様な花を咲かせる）洋蹄甲の樹と同じように換骨奪胎して永遠に生きられます。もし私を洗わなければあなた方の体は永遠に死ぬでしょう」
人々は彼が汚いのを嫌って、彼を洗わなかった。その時から人類は死ぬようになったのである。

この神話は、「汚れ」を単なる物質的なものではなく、精神的（霊的）な物を含む「罪・穢れ」の類の象徴だと解釈すれば、理解できるであろう。もちろん、この「一人の人」とは、人類そのもの（の代役・代理人・象徴）である。
　

## ミクロネシアのヤップ島の神話
昔、人間は不死だったので、若い男女と住んでいた老女は、死ぬ間際に埋葬して七日したら掘り起こしなさいと命じた。
そうすればまた生き返ることができるのだ。
その七日の間のある日、娘が木に登った。下からそれを見ていた若者はその股間を見て欲情した。
こうして二人は初めて愛し合う歓びを知り、八日が経ってしまった。
あわてて二人は墓を掘り起こしたが、時すでに遅く、老婆は骨になってしまっていた。
これ以後人間は死ぬ運命になった。

この神話において、人類そのもの（の代役・代理人・象徴）であるのは、若い男女の方ではなく、老女の方である。
老女と若い男女（＝1人扱い）は対立関係である。
若い男女は、人類の代わりに、人類の生死の運命を決定する、2つの超自然的存在（神）、あるいは、2匹の動物の使者、と同じ役割である。また、男女2人だが、この8日間の間は、2人とも行動は同じなので、実質的には1人も同然である。
また、反対に、老女を「神」、若い男女を「人間」と、同じ役割だと解釈することも可能である。その場合、「神」的役割である老女の言いつけ（禁制、タブー）を破ったことにより、罰として、「人間」的役割である若い男女に、死が与えられたとも、解釈可能である。
バナナに相当するものは、性交と快楽、石に相当するものは骨、である。
若い男女（＝1人扱い）が性交と快楽を選んだので、不死であった人類の（あるいは神の）象徴である老女には、骨が与えられることになった。
なお、この老女の後継者は、若い男女の内の、若い女である。

## 塩の柱
二人の御使いが夕方ソドムに着いたとき、ロトはソドムの門の所に座っていた。ロトは彼らを見ると、立ち上がって迎え、地にひれ伏して、言った。
「皆様方、どうぞ僕の家に立ち寄り、足を洗ってお泊まりください。そして、明日の朝早く起きて出立なさってください」
彼らは言った。
「いや、結構です。わたしたちはこの広場で夜を過ごします」 
しかし、ロトがぜひにと勧めたので、彼らはロトの所に立ち寄ることにし、彼の家を訪ねた。ロトは、酵母を入れないパンを焼いて食事を供し、彼らをもてなした。
彼らがまだ床に就かないうちに、ソドムの町の男たちが、若者も年寄りもこぞって押しかけ、家を取り囲んで、わめきたてた。
「今夜、お前のところへ来た連中はどこにいる。ここへ連れて来い。FUCK してやるから」
ロトは、戸口の前にたむろしている男たちのところへ出て行き、後ろの戸を閉めて、言った。
「どうか、皆さん、乱暴なことはしないでください。実は、わたしにはまだ嫁がせていない（＝男を知らない）娘が二人おります。皆さんにその娘たちを差し出しますから、好きなように FUCK してください。ただ、あの方々には何もしないでください。この家の屋根の下に身を寄せていただいたのですから」
男たちは口々に言った。
「そこをどけ」

「こいつは、よそ者のくせに、指図などして」

「さあ、彼らより先に、お前を FUCK してやる」

そして、ロトに詰め寄って体を押しつけ、戸を破ろうとした。二人の客はそのとき、手を伸ばして、ロトを家の中に引き入れて戸を閉め、戸口の前にいる男たちに、老若を問わず、目つぶしを食わせ、戸口を分からなくした。
二人の客はロトに言った。
「ほかに、あなたの身内の人がこの町にいますか。あなたの婿や息子や娘などを皆連れてここから逃げなさい。実は、わたしたちはこの町を滅ぼしに来たのです。大きな叫びが主のもとに届いたので、主は、この町を滅ぼすためにわたしたちを遣わされたのです」
ロトは嫁いだ娘たちの婿のところへ行き、「さあ早く、ここから逃げるのだ。主がこの町を滅ぼされるからだ」と促したが、婿たちは冗談だと思った。
夜が明けるころ、御使いたちはロトをせきたてて言った。
「さあ早く、あなたの妻とここにいる二人の娘を連れて行きなさい。さもないと、この町に下る罰の巻き添えになって滅ぼされてしまう」
ロトはためらっていた。主は憐れんで、二人の客にロト、妻、二人の娘の手をとらせて町の外へ避難するようにされた。彼らがロトたちを町外れへ連れ出したとき、主は言われた。
「命がけで逃れよ。後ろを振り返ってはいけない。低地のどこにもとどまるな。山へ逃げなさい。さもないと、滅びることになる」
ロトは言った。
「主よ、できません。あなたは僕に目を留め、慈しみを豊かに示し、命を救おうとしてくださいます。しかし、わたしは山まで逃げ延びることはできません。恐らく、災害に巻き込まれて、死んでしまうでしょう。御覧ください、あの町を。あそこなら近いので、逃げて行けると思います。あれは小さな町です。あそこへ逃げさせてください。あれはほんの小さな町です。どうか、そこでわたしの命を救ってください」
主は言われた。
「よろしい。そのこともあなたの願いを聞き届け、あなたの言うその町は滅ぼさないことにしよう。急いで逃げなさい。あなたがあの町に着くまでは、わたしは何も行わないから」
そこで、その町はツォアル（小さい）と名付けられた。
太陽が地上に昇ったとき、ロトはツォアルに着いた。主はソドムとゴモラの上に天から、主のもとから硫黄の火を降らせ、これらの町と低地一帯を、町の全住民、地の草木もろとも滅ぼした。ロトの妻は後ろを振り向いたので、塩の柱になった。
アブラハムは、その朝早く起きて、さきに主と対面した場所へ行き、ソドムとゴモラ、および低地一帯を見下ろすと、炉の煙のように地面から煙が立ち上っていた。
（新共同訳聖書 創世記19:1-28）
※一部表現を婉曲的表現から直接的表現に改変。

この説話は「見るなのタブー」の典型例として有名であるが、「バナナ型神話」（死の起源神話の選択型・処罰型）としても、解釈することが可能である。
即ち、「ロトの妻」と、「ロトとロトの娘達」の対比である。
ロトの妻は、家族とともに、ツォアルの町まで逃げのびたにも関わらず、その際、主（神）の、「後ろを振り返ってはいけない」という、禁令を破り、後ろを「振り返った」ために、塩の柱となってしまった。
ツォアルの町は、降り注ぐ硫黄の火による滅びの範囲外であった。そして、ロトの妻は、硫黄の火によって「滅ぼされた」わけではないので、家族（ロトとロトの娘達）とともに、ツォアルの町まで逃げのびたと解釈できる。
また、「１．命がけで逃れよ。２．後ろを振り返ってはいけない。３．低地のどこにもとどまるな。４．山（ツォアルの町に変更）へ逃げなさい。さもないと、滅びることになる」という禁令の内、「後ろを振り返ってはいけない」という条件だけが問題とされているので、その他の条件は問題なかったと解釈できる。
この説話をモチーフとした西洋宗教絵画で表現されるような、「ロトの妻は逃げる途中で振り返ったので塩の柱となって、ロトと家族はそれをその場に残してさらに逃げて行った」、などの様には書かれていない。聖書の本文を素直に読めば、「ロト（と家族）がツォアルに着き、ロト一家の安全が確保されてから、硫黄の火が降り注いで、ソドムとゴモラと低地一帯が滅ぼされた」時に、「ロトの妻は後ろを振り返った」のである。
また、これは、「見るなのタブー」の説話でもあるので、振り返ったことにより、「何か見てはならないモノ・コトを見てしまった」、のでなければならないのである。何も、見てはならない対象が無く、見てはならないイベントが起こっていないのに、ただ振り返っただけでは、「見るなのタブー」が成立しないのである。
よって、時系列的にも、「見るなのタブー」の構造からしても、ロトの妻は、タブー対象である「硫黄の火が降り注いで、ソドムとゴモラと低地一帯が滅ぼされた」という、イベントの瞬間を振り返って目撃してしまったために、塩の柱となってしまったのである。なぜなら、「世界が滅びる瞬間」とは、「神の顕現」と同義だからである。それを目撃することは、「神の御姿を、神の正体を、見る＝暴く」のと、同義だからである。
一方、ツォアルの町に逃げのびた際、「振り返らなかった」、ロトとロトの娘達は、難を逃れた。
ゆえに、ここに、「振り返る」（石）と「振り返らない」（バナナ）の選択肢があるのである。
即ち、ロトの妻は、「振り返る」という選択肢を選んだことにより、聖別され、動くことのできない、しかし、腐敗することのない、塩の柱となって、「永遠の命」を得たのである。
古来より洋の東西を問わず、塩には腐敗を防止する効果があることが知られており、発酵と腐敗は悪魔の業とされたことから、その反対の効果のある白き塩は、「聖性」や「神性」や「永遠性」や「浄め・浄化・清浄」の象徴であった。
また、これは、神の禁令を破ったことに対する、罰でもある。
また、これは、「見るなのタブー」の説話でもあるので、振り返ったことにより、「何か、見てはならないモノ・コトを見てしまった」、罰・報いでもある。
この説話の場合の、「後ろを振り返る」という行為と「塩の柱」とは、バナナ型神話における、「石」に相当するものなのである。そして「振り返らない」という行為は、「バナナ」に相当するのである。
そして、「ロトとロトの娘達」は、「振り返らなかった」ために、難無く、生き残ることができたが、「永遠の命」を得る機会は逃してしまったのである。
この説話の直後、ロトとロトの娘達は、実の父娘で性交を行い、子供をもうけることになる（創世記19:30-38）。彼らが「バナナ」を選んだからである。
ロトの妻の塩柱は、変化することなく、今も死海の畔に立っている。永遠に。

## インドネシア・セラム島のウェマーレ族の神話
バナナから生まれた最初の人類である九家族は、山を下りて、森の中の神聖な踊りの広場に来た。そのなかにアメタ（「黒、夜」の意）という独身の男がいた。狩猟でしとめたイノシシの牙（≒骨に相当）から（石のように固い）ココヤシの実が見つかり、蛇模様の布で覆って実を持ち帰ったが、夢のお告げに従い、その実を植えると、3日で木に成長し、さらに3日後に開花した。アメタは花を切ろうとして指を傷つけ、血が花にほとばしると、花と血が人間のかたちとなり、9日後には少女に育ったので、ハイヌウェレ（「ココヤシの枝」の意）と名づけて、蛇柄の布に包んで持ち帰った。彼女には、いろいろな高価な品物を大便として排泄するという、不思議な力があったので、アメタは富豪となった。
神聖なる広場で、9夜連続の踊りが開かれた。中央には女たちがいて、ビンロウジとキンマの葉を配るが、ハイヌウェレは、第二夜にサンゴ、第三夜に中国製磁器、第四夜により豪華な磁器、第五夜に大きな山刀、第六夜に銅製のシリー入れ、第七夜に銅鑼と、だんだんと高価な品を配った。しかし人々はこれを気味悪がり、また嫉妬心から、第九夜に彼女を生き埋めにして殺してしまった。
アメタは娘が帰らないことをいぶかり、占いを行って彼女が殺されたと知り、彼女が埋められる場所を突き止めた。そして彼女の両腕をのこし、それ以外の部分を細切れに刻んで広場のまわりの土地に埋めたが、それらの場所からヤム芋やタロイモが生じ、その後の人類の主食となった。
アメタは娘の両腕を抱えて、劫初より人類を支配してきた、（未熟な青くて石のように固いバナナから生まれた、）ムルア・サテネという女神を訪ねて訴えた。彼女は憤慨して人間界にいることをやめると宣言し、九重の螺旋の門を築き、すべての人間にそこを通るように命じて選別を始めた。命に従わないものは人間以外の者にされると忠告され、動物や精霊になってしまった。門をくぐる者たちも、大木に座るサテネの脇を抜けようとするが、すれ違いざまにハイヌウェレの片腕で殴られた。大木の左側に抜けようとしたものは五本の木の幹を飛び越さなくてはならず「五つの人たち」となり、右側に抜けようとしたものは九本を飛び越して「九つの人たち」となった。ウェマーレ族は「九つの人たち」である。
それまで世界は死の無い楽園だったのに、ハイヌウェレ殺害後は、人類は定まった寿命を授かり、死後に門を通り、死の女神サテネに謁見しなくてはならなくなった。

## アボリジニのガミラロイ（Gamilaroi）族の神話「月のバールーとダエン達」
原文は「Bahloo the Moon and the Daens」

彼、バールーは、月の霊であった。賢き者であり、世界中の赤ん坊（＝蛇）を創り出す者であった。
月の光が煌々と照らす、ある夜のこと、月のバールー（Bahloo the Moon）は、誰も動いていないかどうか、地上を見下ろした。
地上の人々が皆、眠っている時が、バールーが3匹の犬と遊ぶための時間であった。
バールーはそれらを「犬」と呼んだが、地上の人々はそれらを「蛇」、「黒い蛇、虎の蛇、死の毒蛇」、と呼んだ。
バールーが3匹の犬（＝蛇）を傍らに、地上を見下ろすと、12人のダエン（Daen、「黒い人」の意）の仲間が小川を渡り始めているのが見えた。
バールーはダエン達（Daens）に呼びかけて言った。
「止まれ。その小川を私の犬達を担いで渡ってほしい」
ダエン達はバールーをとても好きだったが、バールーの犬達は好きではなかった。
なぜなら、バールーが地上で遊ぶためにバールーの犬達を連れてきた、その時々、バールーの犬達は、地上の犬だけでなく、その主人をも噛み、そして、噛まれた者を毒で殺してしまったからである。
ダエン達は言った。
「いいえ、バールーよ、私達はとても恐ろしいのです。あなたの犬達は私達を噛むかもしれません。それらは私達の犬とは違います。私達の犬は私達を噛んでも殺すことはないでしょう」
バールーは言った。
「もし私が求めることをするのなら、お前達が死んだ時、お前達は生き返る。死ぬことはなく、お前達は死んだときに置かれた場所にいつまでもとどまるであろう」
そして、バールーは小川に樹皮の欠片を投げ入れた。
「見るがいい。いったん沈んでも、すぐにまた水面に浮かび上がる。もし私が求めることをするのなら、それはお前達に起こることである。お前達が死んだ時、まず下になり、それから、すぐにまた上になる（まず水の中に沈み、それから、すぐにまた浮いてくる）であろう。
バールーは言った。
「もし私の犬達を連れて行かないなら、お前達はこのように死ぬであろう」
そして、バールーは小川に石を投げ入れたが、石は水底に沈んだままであった。
「お前達はあの石のようになるであろう。二度と生き返る（浮かび上がる）ことはない。（意味不明な何らかの罵倒・侮蔑）、愚かなダエンども！」
しかし、ダエン達は言った。
「いいえ、バールーよ、私達にはできません。私達はあなたの犬達がとても恐ろしいのです」
バールーは言った。
「私が降りて、自分で運んでみせよう。私の犬達がとても安全で無害であることをお前達に見せてやろう」
そして、バールーが地上に降りてきた。
バールーの片方の腕には黒い蛇が巻きつき、バールーのもう片方の腕には虎の蛇が巻きつき、バールーの肩から首には死の毒蛇が巻きついていた。
バールーはバールーの犬達を纏ったまま運んた。
皆が小川を渡り終えた時、バールーは大きな石を拾い上げ、それを水に投げ入れて言った。
「さあ、臆病なダエンども、お前達は私が頼んだことをしなかった。だから、お前達は死んだ後、生き返る機会を永遠に失った。お前達は、その水底に置かれた石のように、ただその場にとどまり、時が経つにつれ、大地の一部となるのだ。
もし私が頼んだことをお前達がしていたら、私が死ぬのと同じくらい、お前達も頻繁に死に、私が生き返るのと同じくらい、お前達も頻繁に命を吹き込まれたであろうに。
しかし、今はもう、お前達は、生きている間だけダエンの仲間で、死んだら骨になるだけだ」
バールーは、怒りで真っ赤になり、とても不機嫌に見えたが、三匹の犬（＝蛇）がとても激しく鳴くと夜が明けたので、バールーとバールーの犬達の姿は、木々の向こうに消え去った。
それを見て、ダエンの仲間は（災厄を逃れ、生き残ったことを）とても喜んだ。
ダエン達は、それまではバールーの犬達を恐れていたが、今ではバールーの犬達を憎み、言った。
「もし我々があいつらをバールーから遠ざけられたなら、我々はあいつらを殺すだろう」
それ以来、ダエン達は、（バールーから遠ざかった、ひとりぼっちの、）蛇を見るたびに殺した。
しかし、バールーは（ダエン達に殺された数よりも）もっと多くの蛇を地上に送り出すだけであった。
バールーは言った。
「ダエンの仲間が存在する限り、私が頼んだことをやらなかったことを、彼らに思い出させるために、蛇も存在するであろう」

## ギルガメシュ叙事詩
ギルガメシュ叙事詩は、紀元前2600年頃に実在したと考えられている、ウルク第1王朝の王「ギルガメシュ」（シュメール語読みではビルガメシュ（「祖先の英雄」の意））の物語。紀元前3千年紀末（ウル第三王朝）にはシュメール語版が成立し、紀元前2千年紀初めにはアッカド語版が成立したと考えられている。1872年に大英博物館のジョージ・スミスが、ニネヴェの「アッシュールバニパル（在位：紀元前668年 - 紀元前627年頃）王宮図書館」跡から発掘されたアッシリア語版（標準アッカド語版、紀元前1300年～前1000年頃）粘土板文書の楔形文字を解読したことから、忘れ去られていた物語が再び世に知られることとなった。物語は11枚（＋番外編1枚）の粘土板文書から成る。物語の内容は大きく、第一から第八までの書板（エンキドゥの死まで）と、第九から第十一までの書板（不老不死の探求）に分けられ、その内の第九から第十一までの書板（特に第十一の書板）にかけて、不老不死の賢人「ウトナピシュティム」（シュメール語版では「ジウスドラ」、アッカド神話のアトラ・ハシース叙事詩（紀元前18世紀頃成立）では「アトラ・ハシース」、ギリシア神話では「デウカリオーン」、旧約聖書の創世記（紀元前5世紀頃成立）では「ノア」、インド神話では「マヌ」に相当する）と「大洪水」と「不老不死の草」について言及されている。
ここでは、ギルガメシュ叙事詩が創世記やギリシア神話に先行しており、これらの間に何らかの関係があると考えられるので、比較のために、不要部分を省いて記述することとする。

### 第十一の書板
ギルガメシュは遥かなるウトナピシュティム（注：「遠方」の意）に言った。
「ウトナピシュティムよ。あなたの姿を見ても、私があなたであってもおかしくないほど、全然違いがないではありませんか。どうかお願いです。私にあなたがどのようにして神々の集まりに立って、不死の生命を探し当てたのかを話してください」
ウトナピシュティムはギルガメシュに向かって言った。
「ギルガメシュよ、あなたに隠された事柄を明かそう。そして神々の秘密を話してあげよう。
（洪水伝説省略）
そこでエンリル（注：シュメールの主神）は（略）祝福する為に私たちの間に入り、私の額に触れて言いました。
『これまでウトナピシュティムは人間でしかなかった。今からウトナピシュティムとその妻は我ら神々のようになりなさい。ウトナピシュティムは遥か遠い地の河口に住みなさい』
こうして神々は私を連れ去り、遥か遠い地の河口に住まわせました。だが今は、誰があなたの為に神々を呼び寄せて集合させることができるのですか。あなたの求める生命を、あなたが見つける為に、六日と六晩眠らずに起きていなさい」
ギルガメシュがウトナピシュティムの足もとに座ると、眠りが雲のようにギルガメシュの上に漂った。（略）
ウトナピシュティムの妻は遥かなるウトナピシュティムに向かって言った。
「その人が目を覚ますように触れてあげなさい。やって来た道を無事に帰って行くように。出発した市の門を目指して彼の国へ帰るように」
（略）七日目のパンがまだ炭火の上にある時、ウトナピシュティムが触れるとギルガメシュは目を覚ました。（略）
ギルガメシュは遥かなるウトナピシュティムに向かって言った。
「ああ、ウトナピシュティムよ、私はこの先どうしたらよいでしょう。私はどこへ行ったらよいのでしょう。私の肉体を死神がシッカリと捕まえてしまったのです。私の寝室には死が座っている。そして私がどこに顔を向けても死が待ち構えています」（略）

ギルガメシュと船頭ウルシャナビは舟に乗った。（略）
ウトナピシュティムの妻は遥かなるウトナピシュティムに言った。
「ギルガメシュは大変な苦労をしてここまでやって来ました。彼に何も与えないままで、国へ帰すのですか」（略）
ウトナピシュティムはギルガメシュに向かって言った。
「ギルガメシュよ、あなたは大変な苦労をしてここまでやって来た。 私は何もあなたに与えていないのに、国へ帰すわけにもいくまい。ギルガメシュよ、あなたに隠された事柄を明かそう。そして神々の秘密をあなたに話してあげよう。その根が藪のトゲのような草がある。そのトゲは野薔薇のようにあなたの手を刺すだろう。あなたがこの草を入手できたなら、あなたは不死の生命を手に入れることができる」
ギルガメシュはこれを聞くや否や、取水口（深淵（アプスー）への入り口）を開き、重い石を自分の両足に縛り付けた。石が海（アプスー）の底へと引き込むと、そこにその草を見つけた。彼は草を取ったが、トゲは彼の手を刺した。彼は重い石を両足から外した。海（アプスー）は彼を岸辺へと押し返した。（まず水の中に沈み、それから、すぐにまた浮いてくる）
ギルガメシュはウルシャナビに向かって言った。
「ウルシャナビよ、この草は特別な草だ。人間はこれでもって生命を新しくするのだ。私はこれをウルクへ持ち帰り、老人にそれを食べさせ、試してみよう。その草の名はシーブ・イッサヒル・アメール（注：「老いたる人が若返る」の意）という。私もそれを食べて若かった頃に戻るとしよう」
（略）彼らは夜の休息をとった。するとギルガメシュは水が冷たい泉を見つけた。彼は水の中へ降りて行って水浴をした。一匹の蛇が草の香りに惹き寄せられた。水の中から忍び寄り、草を取った。戻って行く時に、抜け殻を残して行った。そこでギルガメシュは座って泣いた。彼の頬を伝って涙が流れた。彼はウルシャナビの手を取って言った。
「ウルシャナビよ。何の為に、私は苦労をしてきたのだろう。何の為に、私の心臓の血は使われたのだろう。私自身は恩恵を受けることができなかった。大地のライオン（注：蛇の意）が恩恵を持っていってしまった。もう二十ベールも、流れがあの草を運び去ってしまった」（後略）

## アダパと南風
原始に、チグリス・ユーフラテスの両河が合わさってペルシャ湾頭に注ぐところに、エリドゥの邑が建っていた。この邑にアダパという原人が住んでいた。アダパは、水神にしてエリドゥの邑の守護神であるエア神（シュメール神話のエンキ神に相当。エンキ神は下半身が蛇である蛇神）の手によって創造され、大いなる知恵を付与されて神のごとく聡明であったが、永遠の命は付与されなかった。アダパは智くして人々の首として立ち、欠けたるところのない完全な人間であった。この半神的人間であるアダパは、エア神の神殿に奉仕して、日毎、神前に供えるべく、パンを焼き、水を用意した。夜はエリドゥの城門を厳重に戸締りしてエア神の安眠を保護し、昼にはペルシャ湾頭に舟を出してエア神のために漁をしていた。
ある日、アダパが海上に舟を浮かべて漁をしていると、にわかに南風が激しく吹いてきてアダパの舟を覆し、そのために、アダパは海中に落ちてしまった。このため、アダパは激しく怒って、ついに南風の羽を折ってしまった。これにより、七日間、涼しい南風は地上から絶えて、熱帯地のエリドゥの邑は耐えがたい暑気に悩まされた。
天上のアヌ神は、自分の配下である南風が少しも吹いて来ないために、使者イラブラトにその理由を訊ねると、アダパのせいと判明した。アヌ神は大いに驚いて、アダパを天上の法廷に召喚してこれを処罰しようとした。
機敏なエア神は直ちにこれを知って、自分が創造したアダパを救おうと、アダパを召して、アダパの身にまさに起ころうとしていることを告げた。そうして、アヌ神の領域である天上に到りし際に、取るべき種々の対策を授けた。即ち、髪の毛をもつれさせて汚き喪服をまとって、天の門に到るべきこと、その門を守るタンムーズ神とギシジダ神が、喪服の理由を問うたなら、地上より消え去ってしまった彼ら雨神の為であることを告げて、彼らの心を和らげ、もって、アヌ神の前に、雨神のとりなしを乞うべきこと、アヌ神は死の食物と死の水を饗応するので、必ず、心して、その前に供される食物と水は、口にしないこと、等を注意した。
これにより、アダパはエア神の指摘のごとく、喪服に身を包んで天の門に到り、警護の二神の同情を得て、彼らのとりなしによって、アヌ神の怒りを解くことができた。既に天上地上の秘密を見極めていた（＝悟りを得ていた）アダパは、神となる資格は充分であった。故に、アダパに対して神格を付与すべく、アダパの面前に生命の食物と生命の水が供され、また、衣服と香油が与えられた。しかし、アダパはエア神の忠告に従って、衣服はまとい、香油は身に塗ったものの、生命の食物と生命の水は辞退してしまった。アヌ神はこれを見て訝しみ、アダパにその理由を訊ねると、これがエア神（＝蛇）の命令であることを知り、かつ、そのために千載一遇の好機を逸して、永遠に、永遠の命を失い去ってしまったことを、アダパのために嘆いた。
かくして、永遠の命を得ることができるはずであったアダパは、これを逸して、再び地上に戻ってきた。アダパは病苦と不安と戦いつつ、死ぬべき運命に決定されてしまった。しかし、永遠の命を失った代わりに、君主としての支配権を付与されて、人類の父となった。

## 持衰
その行来・渡海、中国に詣るには、恆（つね）に一人をして頭を梳（くしけず）らず、蟣蝨（ノミ・シラミ）を去らず、衣服垢汚、肉を食わず、婦人を近づけず、喪人のごとくせしむ。これを名づけて持衰（じさい）となす。もし行く者吉善なれば、共にその生口、財物を顧し、もし疾病あり、暴害に遭えば、便（すなわ）ちこれを殺さんと欲す。その持衰謹まずといえばなり。
※海を渡ること＝川を渡ること＝冥界（死者の国）を渡ること＝月の支配する夜の世界を渡ること＝天上（神々の世界）へ行って帰ってくること。

## 五火二道説
五火二道説とは『ウパニシャッド』(BC.600年頃～)に説かれる輪廻思想である。
二道とは、人間の死後の運命は2種類であるとする説である。
(1) 祖先の道（祖道）：死後は先祖の世界に行き、後に再び五火のサイクルで人間界に戻る（※バナナに相当）
(2) 神々の道（神道）：死後は神々の世界に行き、人間界に戻ることはない（※石に相当）
五火とは、死者は火葬された後、(1)月に行き(2)そこから雨となって再び地に落ち(3)植物に吸収されて穀物となり(4)それを食べた男の精子となり(5)女との性交により胎児となりこの世に再生する、という、5段階で輪廻するという説である。

## 仏教
仏教における救済（目的）とは、個人が悟り（智慧＝金剛＝ダイヤモンド＝石）を得て、輪廻（＝循環＝バナナであること）から外れ（解脱）、苦しみの多い（本質的に苦である）この世に二度と生まれてこない（転生しない＝不動＝石になる）ことである。

「この世に還り来る縁となる＜煩悩から生ずるもの＞をいささかももたない修行者は、この世とかの世とをともに捨て去る。──蛇が脱皮して旧い皮を捨て去るようなものである。」（スッタニパータ 蛇の章 15）

「私は世間で最上の者である。世間で最勝の者である世間で最高の者である。これが最後の生まれであり、もはや二度と生まれることはない。」（希有未曾有経）

## 死の起源説明神話の型分類
神話学者の福島秋穂は、自著「死の起源説明神話」（1972年）において、死の起源説明神話を、以下の5つの型に分類している。
- 選択型
- 対立型
- 伝令型
- 処罰型
- 代償型
- 複合型
- その他（上記の型に当てはまらないもの）

選択型は、原初不死であった人間が、甲乙二物質のいずれかを選択することになり、自らの意思に基づいて、その一方を選んだ結果、人間界に死が始まったとするもの。
対立型は、死・生をそれぞれ代表する存在態の闘争・論争の結果、人間界に死が始まったとするもの。
伝令型は、超自然的存在態（神）と人間の間を仲介する使者の失態により、人間が死ぬようになったとするもの。伝令は、二者の場合と、単数の場合が、ある。
処罰型は、人間がある種の禁制（例：神の命令、いいつけ、推奨）を破ること、または、罪悪をなすことによって、罰として、死が始まったとするもの。
代償型は、人間がある物質・行為（例：火）を手に入れ、もしくは、知ること（例：性交の知識）と、交換に、永遠の生命を放棄することで、死が始まったとするもの。
複合型は、上記5つの型の内、2つ以上を複合させた内容を有するもの。

狭義のバナナ型神話は選択型である。なお、創世記の逸話は、この5つの型、全てを有する、複合型である。
- 生命の樹の実と知恵の樹の実の選択。
- 神 対 蛇の対立と論争。　神「食べたら死ぬ」　蛇「食べても死なない」。
- 蛇が神の意志（生命の樹の実の推奨）と反対のこと（知恵の樹の実の推奨）を人間に伝える。間違えた使者。
- 「知恵の樹の実を食べてはいけない」という禁制を破り、神の言いつけを守らなかったという罪悪（原罪）をなす。その結果の、罰としての死。
- 知恵の樹の実を食べたことにより、知恵・知識を得る。その代償として、永遠の生命を失う。

## 対応表
|                          | 神・不死（もしくは長命） | 人間・死（もしくは短命）                                       |
| ------------------------ | --- | -------------------------------------------------------------- |
| バナナ型神話             | 石 | バナナ                                                         |
| 日本神話                 | 岩 | 花                                                             |
| ギリシア神話             | 骨 | 肉                                                             |
| 創世記3章                | 生命の樹の実 | 知恵の樹の実                                                   |
| 創世記19章               | 振り返る・塩の柱 | 振り返らない・性交                                             |
| ハイヌウェレ神話         | イノシシの牙・ココナツの実・未熟なバナナ | ココナツの枝・バナナ                                           |
| キリスト教               | （神に由来する）霊（スピリット＝「Spirit」＝「Spi-」＝「星の光」＝「尖ったもの・鋭いもの」＝「三角形（の頂点）」/「針・棘」＝「茨・薔薇」）・定めの時に目覚めていること・イエスを救い主であると信じること・イエスの体を食べること・イエスによる贖罪の身代わりを信じること | 肉（肉体）・（同）眠って（盲目で）いること・原罪と罰としての死 |
| グノーシス主義           | （アイオーンに由来する）霊（光）・禁欲・肉体と生殖に対する嫌悪 | （アルコーンに由来する）肉体・欲望                             |
| 仏教                     | 悟り（目覚め）・善業 | 煩悩（欲望）・悪業                                             |
| 神道                     | 清浄 | 罪穢れ                                                         |
| ギルガメシュ叙事詩       | 世界の始まり（＝終わり）の場所・時間・期間において、起きて（目覚めて）いること・棘のある草を得ること | （同）眠っていること・（同）得ないこと                         |
| 伝統・習慣               | 年末（≒世界の終末）に神に自らの身代わりとして豚や羊などの生贄を捧げること・大晦日の夜から新年にかけての夜中（年越し）に起きて（目覚めて）いること・除夜の鐘を突き鳴らして煩悩を消すこと・茅の輪を携帯もしくは潜り、厄除け・罪穢れを祓うこと・火や水で清め浄化すること     | 左記をしないこと                                               |
| サイエンス・フィクション | 珪素系生物・機械・AI・記憶と人格のデジタル化・仮想現実・メタバース・ロボット・アンドロイド・サイバネティクス・ブレイン・マシン・インタフェース・ニューラリンク・遺伝子工学・ｍRNAワクチン・再生医療・脳移植・サイボーグ・機械化人・ボーグ・人体冷凍保存・時間停止         | 炭素系生物                                                     |